# Tupayauri

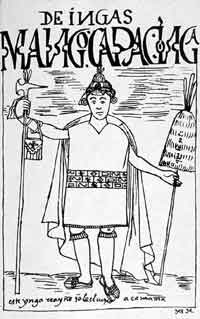
Manco Cápac niosący w prawej ręce Topayauri, według Guamana Poma.

Tupayauri był jednym z symboli władzy używanych przez Inków. 

Był to rodzaj złotej laski lub berła w kształcie topora. Władza niższego szczebla również używała Tupayauri, ale wykonanych z innych metali, takich jak srebro czy miedź. 

To berło miało mityczne początki, mówiono, że należało do boga Tonapy, który obdarował nim kacyka Apotambo, a następnie odziedziczył je jego syna Manco Capaca, który zabrał Tupayauri w swoją wędrówkę do legendarnej góry Huanacauri. Manco wykorzystał swoje magiczne moce, by ocenić warunki gospodarowania nowych ziem, przez które przechodził, aż dotarł do doliny Cusco. Kiedy umarł, przekazał to berło swojemu synowi Sinchi Roca.